# Marc Ulpi Trajà (sènior)
Marc Ulpi Trajà Major (Marcus Ulpius Traianus Maior; n. al voltant del 30 – m. abans del 100; sobrenom en llatí: Maior, "el vell, major") va ser un senador romà que va viure en el segle i. Va ser el pare de l'emperador romà Trajà.